# 高元县
高元县，中国旧县名。
1958年5月由高邑县、元氏县两县合併設置高元县，治所在今河北省元氏县槐阳镇。同年12月高元县撤銷，恢復高邑县、元氏县。